# 14088 Ancus
14088 Ancus este o planetă minoră (asteroid), cu un diametru de 1,981 km, din centura de asteroizi. A fost descoperită pe 3 mai 1997 la osservatorio Colleverde di Guidonia⁠(d) de Vincenzo Silvano Casulli⁠(d) și a fost numită după Ancus Marcius. 
Obiectul prezintă o orbită caracterizată de o semiaxă mare de 2,2808851 UAi, o excentricitate de 0,09, o înclinație de 2,95244 ° în raport cu ecliptica.